# Union Sportive de Villejuif (rink-hockey)
Actualités
L'union sportive Villejuif est un club omnisports de la ville de Villejuif, dans le Val-de-Marne. Cet article traite de sa section rink hockey. L'équipe première du club évolue en Nationale 1 de 2011 à 2012. Elle a, à son palmarès, deux titres de champion de France de Nationale 2. Sa meilleure performance est une 7e place lors de la Nationale 1 2007-2008. 

## Histoire
À la suite d'une initiative municipale en 1985, l'intérêt suscité par la discipline pousse à la création d'une association en 1987. Celle-ci est alors organisée à l'école Jean Villar. Une section dédiée est juridiquement créée en 1995 au journal officiel. 
33 ans plus tard, en 2019, le club compte 208 licenciés.

## Infrastructure
Le club joue dans le gymnase Paul Langevin. Le terrain de 40 m sur 19 m possède un revêtement en ciment. 

## Parcours
| Saison      | 2009-2010 | 2010-2011 | 2011-2012 | 2012-2013 | 2013-2014 | 2014-2015 | 2015-2016 | 2016-2017 | 2017-2018 | 2018-2019 | 2019-2020 |
| ----------- | --------- | --------- | --------- | --------- | --------- | --------- | --------- | --------- | --------- | --------- | --------- |
| Nationale 1 |           | 10e       | 12e       |           |           |           |           |           |           |           |           |
| Nationale 2 | 1er       |           |           | 4e        | 3e        | 3e        | 4e        | 5e        | 11e       | 3e        | 6e        |

Depuis sa relégation en seconde division à l'issue de la saison 2012, le club se maintient constamment durant les saisons suivantes en Nationale 2.
Lors de la saison 2020-2021, l'équipe de Nationale 2 est prétendante à la montée en première division,, dont elle fait partie des favoris avec quatre autres équipes.

## Évolution au plus haut-niveau
Lors de la saison 2011-2012, l'équipe première du club évolue au plus haut-niveau du championnat français. L'équipe termine à la douzième place et est reléguée. Au 31 juillet 2012, le club est classé 247e club mondial et catégorisé comme évoluant en Nationale 1 en France. 
Durant les saisons précédentes, l'équipe première a régulièrement évolué en Nationale 1, le plus haut-niveau français, durant les années 2000. En 2006, le club est capable de dominer le club breton d'Ergué. 
L'équipe renoue avec le plus haut-niveau en étant promu pour la saison 2022-2023. 

### Équipe féminine
L'équipe féminine de Villejuif a également évolué au plus haut niveau de sa catégorie.